# Gewindebohrer

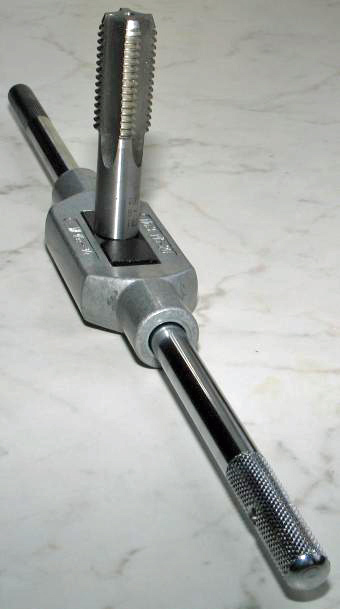
Handgewindebohrer M20, eingespannt in ein Windeisen

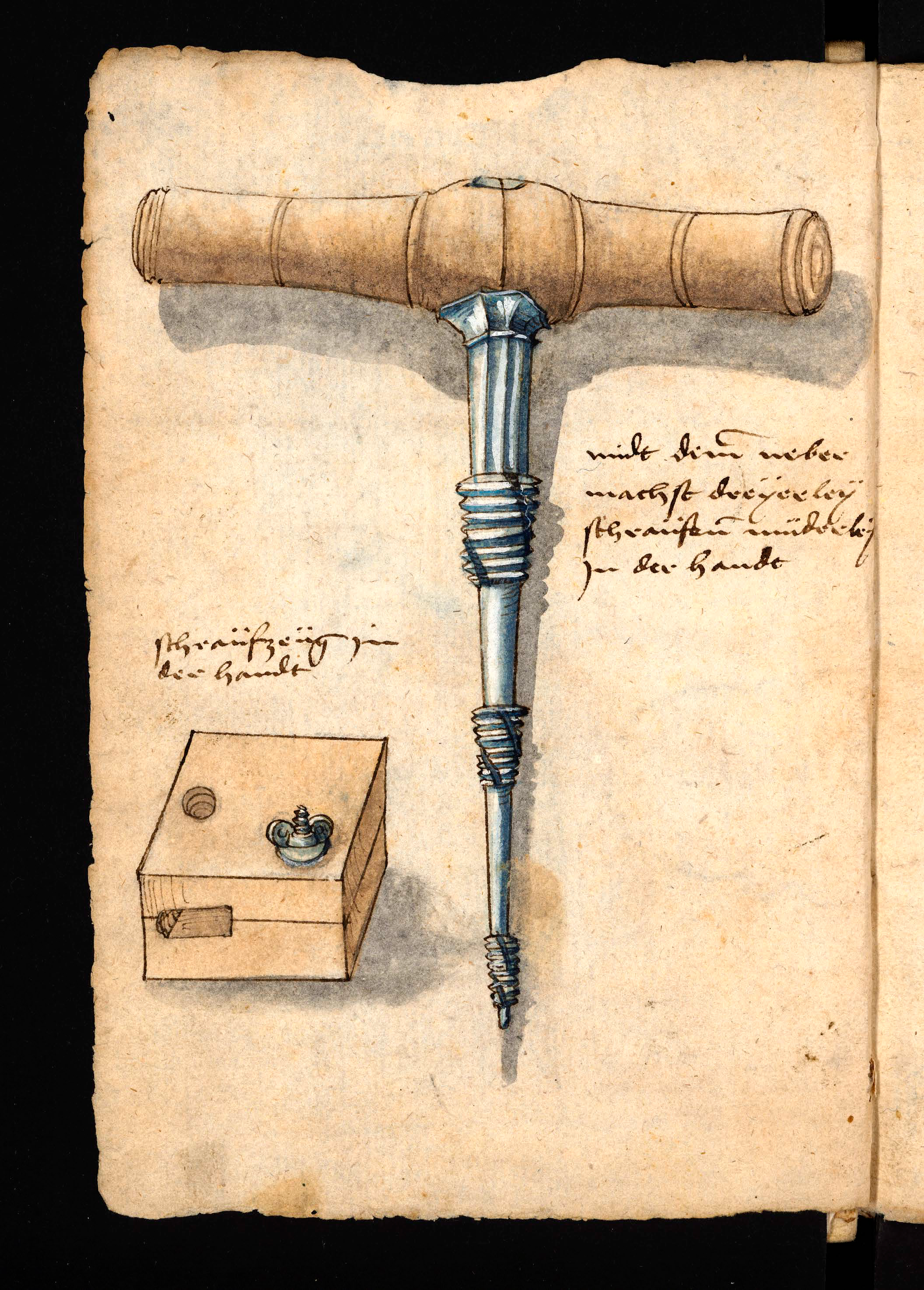
Gewindeschneider und -bohrer aus dem Löffelholz-Codex, Nürnberg 1505

Ein Gewindebohrer ist ein Bohrer zur Erzeugung eines Innengewindes (Gewindebohrung) in Metall, Plastik oder anderen festen Werkstoffen. Das Verfahren nennt man „Gewindebohren“ (auch „Schraubbohren“). Ebenfalls bekannt sind die Bezeichnungen Mutterbohrer und Schraubbohrer, Gewindeschneidbohrer oder Gewindeschneider. Der Name „Mutterbohrer“ verweist auf die Verwendung zur Herstellung von Schraubenmuttern. Der Name „Schraubbohrer“ impliziert, dass der Vorschub des Bohrers genau der Gewindesteigung entsprechen muss (der Bohrer „schraubt“ sich in das Gewindeloch).
Das entsprechende Werkzeug zum Schneiden von Außengewinden (zum Beispiel auf eine Schraube) ist das Schneideisen.
In der Regel schneidet der Gewindebohrer nur das Gewinde. Das eigentliche Loch muss zunächst mit einem gewöhnlichen Bohrer vorgebohrt werden. Das Gewindebohren zählt laut DIN 8580 als zerspanendes Fertigungsverfahren zur Hauptgruppe „Trennen“. Spezielle Gewinde können auch durch Kaltverformung mit einem Gewindeformer hergestellt werden. Das gehört jedoch nicht zu den spanenden Verfahren, da der Gewindeformer keine Schneidflächen besitzt, sondern das Gewinde ins Material hinein verformt.

## Aufbau
Im Wesentlichen entspricht die Grundform der einer Wendel (Schraube) aus Werkzeugstahl mit über die Länge konisch zunehmenden Gewindeprofil, in der Längs je nach Größe zwei oder mehr Längsfurchen eingebracht wurden. Dadurch ergeben sich Schneiden mit Gewindeprofil, die von dem zu bearbeitendem Material je einen Span abtragen sowie das Material in geringem Maße plastisch verformen. Die Zähne an der Spitze des Gewindebohrers sind zu Beginn abgeflacht (der so genannte Anschnitt), die Zahnhöhe nimmt daher mit der Schnitttiefe zu. Ferner nimmt beim Schneiden jeder Zahn einen Span in etwa der gleichen Spanhöhe mit. Die Zähne weiter hinten dienen lediglich der Führung des Gewindebohrers im bereits geschnittenen Teil des Gewindes. Am hinteren Ende haben Handgewindebohrer meist einen Außenvierkant (selten auch Sechskant oder rund), mit dem sie in einem Halter, dem Windeisen, eingespannt werden können.

## Varianten

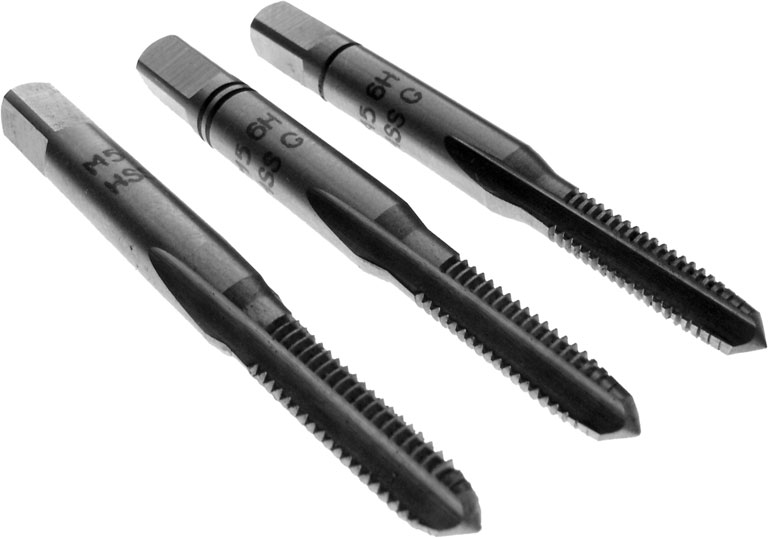
Handgewindebohrersatz, bestehend aus Vorschneider, Mittelschneider und Fertigschneider

Je nach Art des Gewindeloches und je nach Werkstoff wird zwischen Einschnittgewindebohrern und Gewindebohrersätzen unterschieden. Außerdem wird zwischen Handbearbeitung und Maschinenbearbeitung differenziert.
Gewindebohrersatz
Ein Gewindebohrersatz für Regelgewinde besteht meist aus den drei Gewindebohrern Vorschneider, Mittelschneider und Fertigschneider, bei Feingewinden oftmals nur aus zwei Gewindebohrern (Vorschneider und Fertigschneider). Der Vorschneider ist mit einem Ring am Schaft markiert, der Mittelschneider mit zwei Ringen. Der Fertigschneider trägt keinen oder (seltener) drei Ringe.
Einschnittgewindebohrer

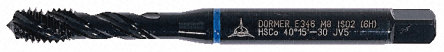
Einschnittgewindebohrer mit rechts gedrehten Wendelnuten für Grundlochbohrungen

Einschnittgewindebohrer bieten den Vorteil der Zeitersparnis, da nur ein Durchgang zur Fertigung des Gewindes nötig ist, außerdem können einfache CNC-Maschinen die Gewindebohrer nicht in die bereits geschnittenen Gewinde der vorhergehenden Stufe einpassen. Da ein breiterer Span als bei dreiteiligen Sätzen abgetragen wird und somit ein größeres Drehmoment notwendig ist, werden sie meist auf Maschinen eingesetzt.
Für Grundlöcher (also nicht durchgehend, Sackloch) werden bei Rechtsgewinden („normale“ Gewinde) Gewindebohrer mit rechts gedrehten Spiralnuten benötigt, die den Span entgegen der Schneidrichtung aus dem Loch fördern. Bei Durchgangsbohrungen werden Gewindebohrer mit geraden Nuten, seltener mit links gedrehten Spiralnuten verwendet.
Handgewindebohrer sind meist aus Schnellarbeitsstahl (HSS) gefertigt.

## Anwendung

### Gewinde-Kenngrößen

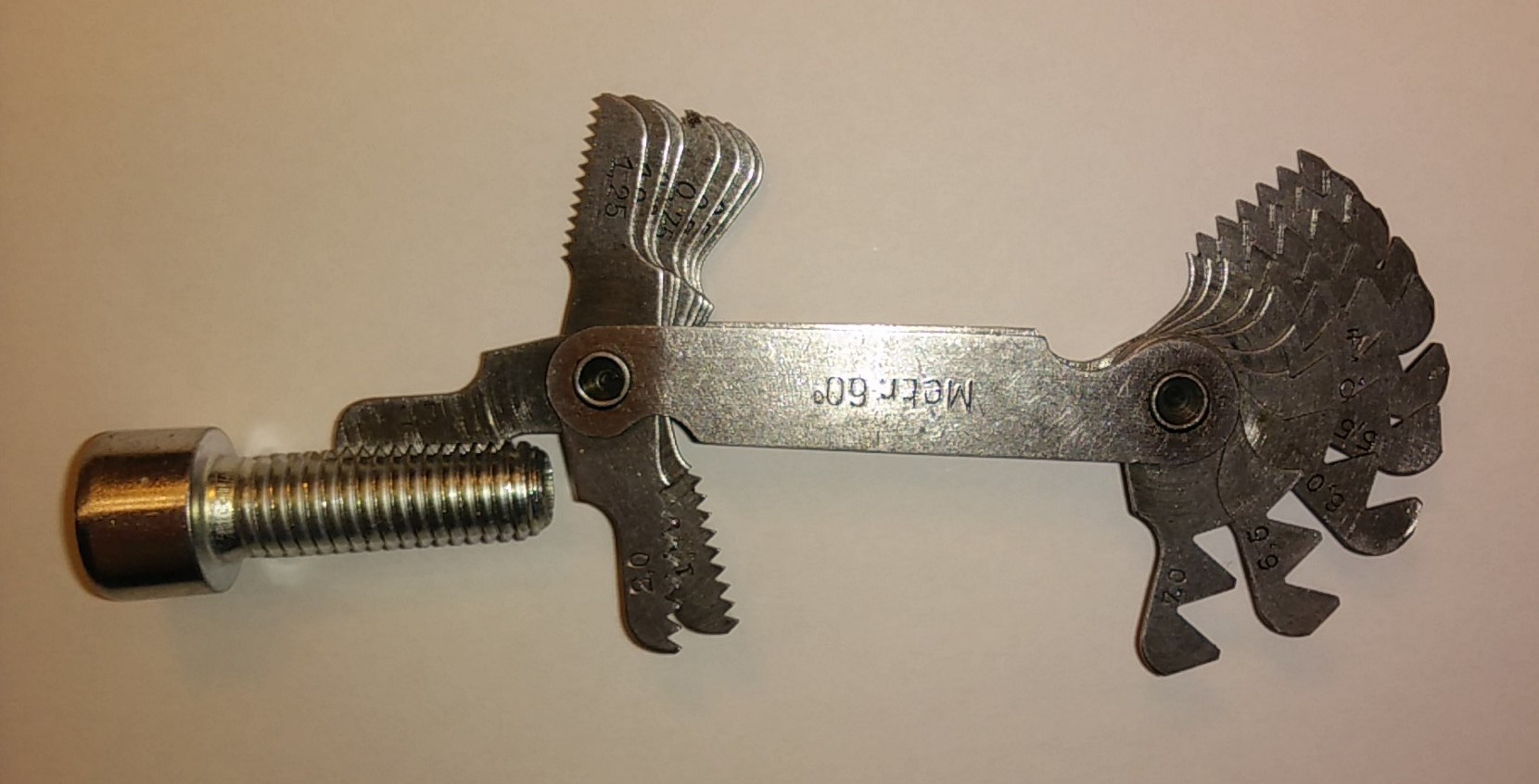
Gewindelehre

Die Gewinde-Kenngrößen von Regelgewinden (metrische ISO-Gewinde) haben festgelegte Werte, siehe Tabelle. Da zu jeder Gewinde-Kenngrößen-Kombination ein dazu passender Gewindebohrer notwendig ist, sind Nicht-Regelgewinde nur sehr selten anzutreffen.
Für jedes Gewinde können die Kenngrößen aus einer Konstruktionszeichnung ausgelesen oder an einem Bauteil gemessen werden. Der Außendurchmesser eines Gewindes wird mit dem Messschieber („Schieblehre“) gemessen, die Steigung wird an einer zugehörigen Schraube mit der Gewindelehre gemessen.

### Kernloch bohren
| Kennwerte metrischer ISO-Gewinde | Kennwerte metrischer ISO-Gewinde | Kennwerte metrischer ISO-Gewinde |
| Gewinde                          | Steigung [mm]                    | Kernloch ⌀ [mm] in Baustählen    |
| -------------------------------- | -------------------------------- | -------------------------------- |
| M12                              | 1,75                             | 10,2                             |
| M10                              | 1,5                              | 08,5                             |
| M8                               | 1,25                             | 06,8                             |
| M6                               | 1,0                              | 05,0                             |
| M5                               | 0,8                              | 04,2                             |
| M4                               | 0,7                              | 03,3                             |
| M3                               | 0,5                              | 02,5                             |

Zum Schneiden eines Innengewindes wird zuerst ein Kernloch gebohrt, dessen Durchmesser Materialabhängig ist. Für Baustähle ist dieser ungefähr um die Gewindesteigung kleiner ist als der Nenndurchmesser des Gewindes. Für duktilere Werkstoffe kann der Durchmesser größer gewählt werden. Beispielsweise soll für Baustähle bei einem Regelgewinde M10 mit einer Gewindesteigung von 1,5 mm eine Grundbohrung mit dem Durchmesser 10 mm − 1,5 mm = 8,5 mm gefertigt werden. Um beim Anschneiden eine bessere Einführung in die Bohrung zu erhalten und um zu verhindern, dass der erste und der letzte Gewindegang herausgedrückt werden, bringt man eine Kegelsenkung ein. Diese entspricht der Größe des Gewindedurchmessers zuzüglich 10 %. Bei einem M10-Gewinde ist das 10 mm + 1 mm, also eine Senkung mit 11 mm Durchmesser.

### Schneidöl
Zur Steigerung der Standzeit der Werkzeuge und für optimale Oberflächenqualitäten werden Schneidöle oder auch andere Kühlschmiermittel zur Schmierung verwendet. Damit wird die Reibung zwischen Span und den Schneiden des Gewindebohrers und somit auch das notwendige Drehmoment verringert. Bei nicht industrieller Fertigung wird auch einfaches Motoröl verwendet, bei Aluminium eignet sich auch Spiritus, der zudem den Vorteil hat, dass er nach Gebrauch restlos verdunstet.

### Gewinde schneiden
Der Einschnittgewindebohrer – bzw. der Reihe nach die drei Gewindebohrer – werden langsam hinein- und wieder herausgedreht. Durch den Schneidvorgang der Gewindeflanken entsteht durch leichtes verformen zudem der endgültige Kernlochdurchmesser, der z. B. bei M10 8,38 mm beträgt.
Der Gewindebohrer soll während des Schneidens möglichst nicht zurückgedreht werden, da häufiges Abscheren der Späne und Neuanschneiden zu vorzeitiger Abstumpfung der Gewindebohrerschneiden führen. Ausnahme: Bei langspanenden Werkstoffen (Thermoplaste, Alu-Bronze, einzelne Bronze-, Messing- oder Aluminiumsorten) und bei größeren Gewinden ist ein wiederholtes Brechen der Späne erforderlich. Das geschieht durch Zurückdrehen des Gewindebohrers um etwa 1⁄4 Umdrehung oder indem man dreht bis man ein leichtes „Knacksen“ hört. Zugleich gelangt dadurch frischer Schmierstoff an die Schneidkanten.

### Kurze Gewinde schneiden

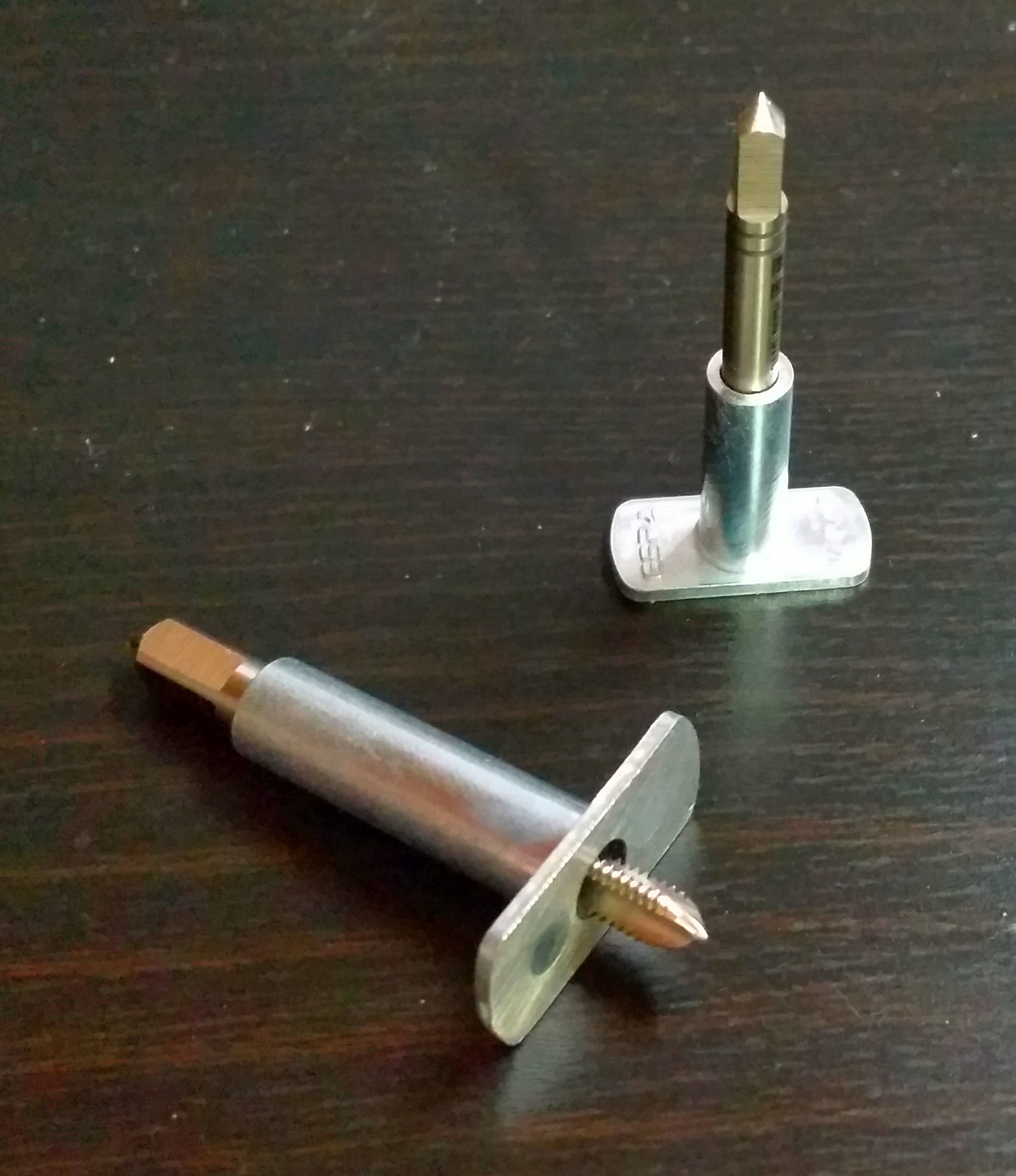
Zwei Gewindebohrerführungen für Schneider in 5 mm und 6 mm.

Insbesondere bei Gewinden, die nicht wesentlich länger sind als ihr Durchmesser, gerät die Achse des Gewindes beim Schneiden von Hand sehr leicht schräg. Dagegen hilft eine Schneideisenführung bzw. eine Gewindebohrerführung. Die Schneideisenführung besteht aus einem Rundwerkstück, welches auf das Schneideisen aufgesetzt wird und eine Auflagefläche planar zum Werkstück herstellt. Die Gewindebohrerführung besteht aus einer Druckgusshülse, welche auf das Werkstück aufgesetzt wird und den Gewindebohrer in einem allseitigen 90°-Winkel führt. Die Hülse kann auch bereits zum Bohren verwendet werden.
Bei hohen Ansprüchen an die Winkeltreue hilft oft nur maschinelles Schneiden. Alternativ kann die Spindel einer Ständer- oder Säulenbohrmaschine mit eingespanntem Gewindebohrer manuell gedreht werden. Genormte kleine und mittlere Innengewinde lassen sich leicht und preiswert an der Drehmaschine mittels Gewindebohrer fertigen.

### Windeisen

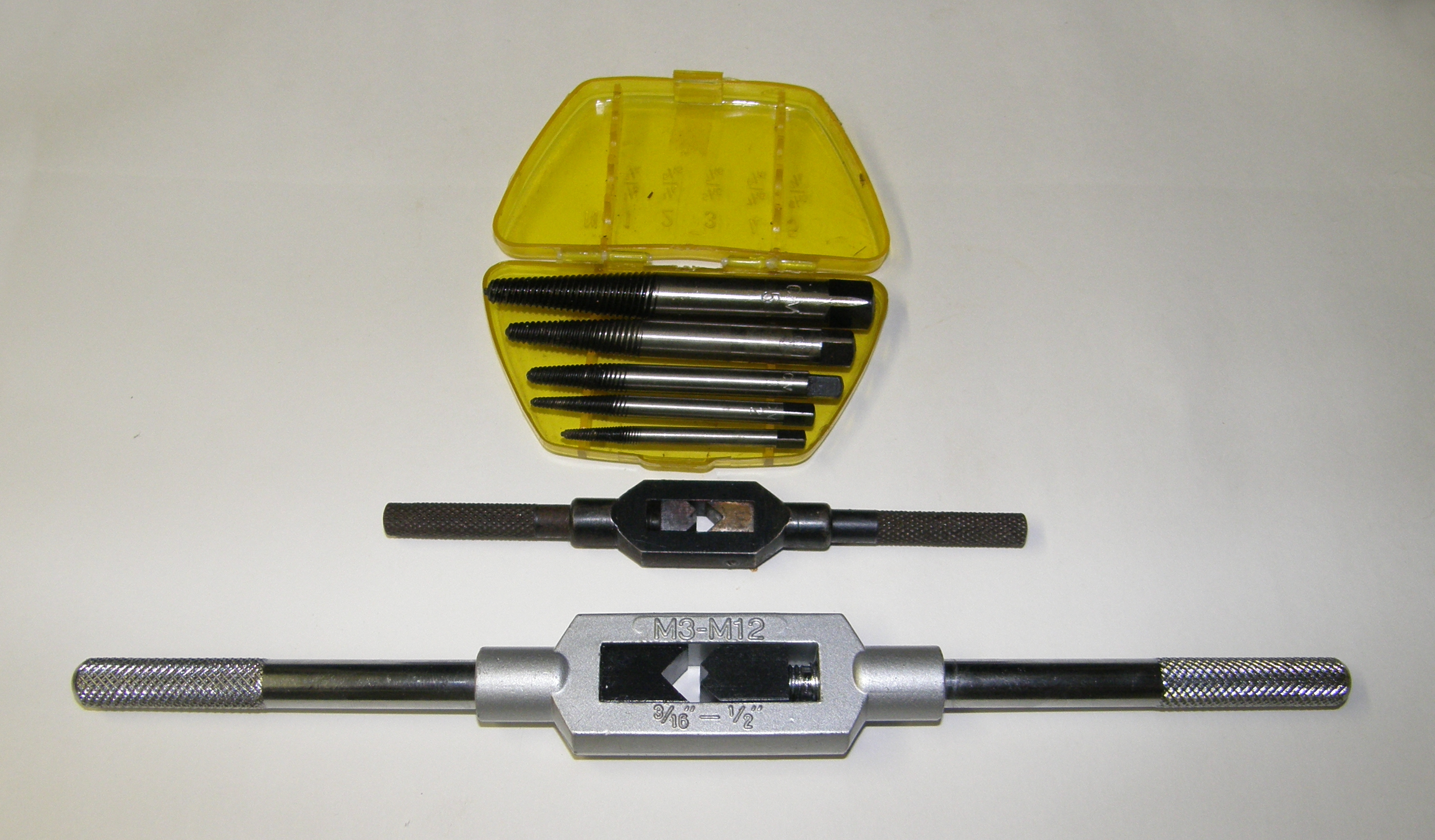
Zwei verstellbare Windeisen mit einem Satz Linksausdreher

Ein Windeisen, auch Wendeeisen, ist ein Handgeführtes Hilfsmittel zur Aufnahme eines Gewindebohrers. Üblich sind verstellbare Windeisen, die das Vierkant-Ende verschieden großer Gewindebohrer aufnehmen können. Neben den weitverbreiteten Backenwindeisen gibt es auch Kugelwindeisen, in dem die Vierkant-Aufnahme zwischen zwei Kugelhälften gespannt wird. Seltener sind Windeisen mit nicht verstellbaren Vierkantaufbahmen.
Das Windeisen ist damit ein Hilfswerkzeug zum manuellen Schneiden eines Innengewindes.
Bei verstellbaren Windeisen wird einer der beiden Griffe gedreht, was eine der Spannbacken in einem Gewinde verstellt und somit das Einspannen und Lösen des Gewindebohrers erlaubt. Der andere Griff ist entweder festsitzend oder abschraubbar, damit auch in beengten Bereichen ein Gewinde geschnitten werden kann.
Ein Windeisen kann auch andere Werkzeuge mit Vierkantansatz aufnehmen, wie beispielsweise Reibahlen oder Linksausdreher.

## Weitere Verfahren zur Gewindeherstellung
Weitere Geräte und Herstellungsarten sind:
- Schneideisen für Außengewinde
- Gewindewalzen für Außengewinde
- Gewindedrehen für Außen- und Innengewinde
- Schraubfräsen für Außen- und Innengewinde
- Gewindeformende Schrauben
- Einschraub-Dübel
- 3D-Druck